# Uno Brunskog
Uno Axel Josef Brunskog, född den 3 juli 1895 i Stockholm, död där den 25 november 1970, var en svensk ämbetsman.
Brunskog avlade reservofficersexamen 1917 och diplomerades från Handelshögskolan 1918. Han genomförde affärspraktik 1918–1920. Brunskog blev amanuens i riksräkenskapsverket 1921, extra revisor där 1925, revisor 1927 och förste revisor 1928. Han var amiralitetsråd i marinförvaltningen 1933–1935, krigsråd i arméförvaltningen 1935–1943 och i försvarets civilförvaltning 1944–1962. Brunskog var ordförande i försvarsväsendets lönenämnd 1939–1940, ledamot av statens krigsmaterielnämnd och försvarsväsendets verkstadsnämnd 1940–1943, försvarsväsendets rullföringsnämnd 1941–1943, budgetsakkunnig vid nedrustningskonferensen i Genève 1932, revisor inom Nationernas Förbund 1938–1947, inom Förenta Nationerna 1947–1949, inom Internationella arbetsorganisationen 1947–1967, inom Världshälsoorganisationen 1948–1967, inom Europarådet 1953–1965 samt ledamot av internationella revisionskollegiet 1950–1965, ordförande 1958–1965. Han utförde även ett flertal inhemska och utländska kommitté- och sakkunniguppdrag. Brunskog blev riddare av Nordstjärneorden 1935 och kommendör av andra klassen av samma orden 1950.